# Jurand Bemowo Piskie

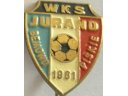
Herb klubu Jurand Bemowo Piskie

Jurand Bemowo Piskie – polski klub piłki nożnej z siedzibą w Bemowie Piskim w powiecie piskim. Przez wiele sezonów występował w III lidze. Początkowo od 1961 r. klub nosił nazwę WKS Radar Bemowo Piskie, ale od sezonu 1962/1963 zbyt wojskową nazwę „utajniono” i zmieniono na Jurand. Likwidacja klubu nastąpiła po sezonie 1994/1995 r. (połączenie z MKS Orzysz) wraz z likwidacją macierzystej jednostki wojskowej. Nowy połączony klub Jurand Orzysz utrzymał się w lidze jeszcze w sezonie 1995/1996, ale po kolejnej zmianie nazwy (Jurand Orzysz) i spadku do niższej ligi rozgrywek „Jurand” zniknął z piłkarskiego krajobrazu Mazur.

## Sukcesy
- 1966/1967 – występy w ogólnopolskiej III lidze (64 drużyny podzielone na 4 grupy)

## Historia

### Jurand w III lidze
Od momentu powstania klub błyskawicznie awansował do poziomu III ligi, gdzie wielokrotne występował w latach 60. i 70. XX wieku. Po raz pierwszy w sezonie 1963/1964, później 1965/1966 z awansem do nowej czterogrupowej (po 16 drużyn) ogólnopolskiej III ligi (Grupa III – Warszawa) w sezonie 1966/1967.
1. Włókniarz Pabianice 48 56-17
2. Stal Kraśnik 47 58-19
3. Motor Lublin 45 56-16
4. Legia Ib Warszawa 36 42-32
5. Avia Świdnik 34 41-31
6. Włókniarz Łódź 33 46-37
7. Polonia Warszawa 33 33-34
8. Warszawianka 32 36-28
9. Czarni Radomsko 31 26-24
10. Włókniarz Białystok 30 40-47
11. Znicz Pruszków 29 32-26
12. ŁKS Ib Łódź 28 41-42
13. Okęcie Warszawa 18 35-45
14. Jurand Bemowo Piskie 17 53-80
15. ŁKS Łomża 12 18-76
16. Gwardia Olsztyn 7 25-74
Do III ligi WKS Jurand powrócił po reorganizacji rozgrywek w sezonie 1973/1974 i utrzymał się w niej (nazywanej później ligą międzywojewódzką lub ligą M) do 1976 roku i kolejnej zmiany spowodowanej nowym podziałem administracyjnym kraju i utworzeniem Województwa Suwalskiego. W nowym OZPN Suwałki Jurand znalazł się na IV poziomie rozgrywkowym i pozostał na nim (z małą przerwą) do czasu likwidacji klubu.

### Występy ligowe 1961–1996 w ramachOZPN OlsztynorazOZPN Suwałki.
| Sezon    | Liga                                | Pozycja | Punkty | Bramki | Uwagi                                                                                 |
| -------- | ----------------------------------- | ------- | ------ | ------ | ------------------------------------------------------------------------------------- |
| 1961/62  | Klasa B (II grupa olsztyńska)       | 1       | b.d.   | b.d.   | awans                                                                                 |
| 1962/63  | Klasa A (I grupa olsztyńska)        | 1       | 27     | 43:12  | awans                                                                                 |
| 1963/64  | III liga (grupa olsztyńska)         | 9       | 13     | b.d.   | spadek 🔻                                                                             |
| 1964/65  | Klasa A (grupa olsztyńska)          | 1       | b.d.   | b.d.   | awans                                                                                 |
| 1965/66  | III liga (grupa olsztyńska)         | 3       | b.d.   | b.d.   |                                                                                       |
| 1966/67  | III liga (III grupa warszawska)     | 14      | 17     | 53:80  | reorganizacja III ligi spadek 🔻                                                      |
| 1967/68  | Liga okręgowa (grupa olsztyńska)    | 2       | 35     | b.d.   |                                                                                       |
| 1968/69  | Liga okręgowa (grupa olsztyńska)    | 4       | 41     | 51:28  |                                                                                       |
| 1969/70  | Liga okręgowa (grupa olsztyńska)    | 5       | 37     | 51:32  |                                                                                       |
| 1970/71  | Liga okręgowa (grupa olsztyńska)    | 3       | 37     | 59:26  |                                                                                       |
| 1971/72  | Liga okręgowa (grupa olsztyńska)    | 9       | b.d.   | b.d.   |                                                                                       |
| 1972/73  | III liga (grupa olsztyńska)         | 9       | b.d.   | b.d.   | reorganizacja rozgrywek III poziomu                                                   |
| 1973/74  | III liga (grupa olsztyńska)         | 9       | 22     | 32:41  |                                                                                       |
| 1974/75  | Klasa wojewódzka (grupa olsztyńska) | 4       | 35     | 63:37  |                                                                                       |
| 1975/76  | Liga okręgowa (grupa olsztyńska)    | 5       | 21     | 35:27  | redukcja z 23 do 8 grup, z 326 drużyn pozostało tylko 106 w nowej III lidze spadek 🔻 |
| 1976/77  | Klasa A (grupa suwalska)            | 2       | 29     | 37:11  | reorganizacja okręgowych ZPN                                                          |
| 1977/78  | Klasa A (grupa suwalska)            | 3       | 27     | 38:35  |                                                                                       |
| 1978/79  | Klasa A (grupa suwalska)            | 2       | 27     | 52:29  |                                                                                       |
| 1979/80  | Klasa A (grupa suwalska)            | 6       | 24     | 43:33  | reorganizacja ligi                                                                    |
| 1980/81  | Liga okręgowa (grupa suwalska)      | 7       | 27     | 38:38  |                                                                                       |
| 1981/82  | Liga okręgowa (grupa suwalska)      | 5       | 23     | 48:51  |                                                                                       |
| 1982/83  | Liga okręgowa (grupa suwalska)      | 7       | 16     | 35:38  |                                                                                       |
| 1983/84  | Liga okręgowa (grupa suwalska)      | 9       | 10     | 21:44  | spadek 🔻                                                                             |
| 1984/85  | Klasa A (grupa suwalska)            | 3       | 23     | 50:34  |                                                                                       |
| 1985/86  | Klasa A (grupa suwalska)            | 3       | 19     | 28:16  |                                                                                       |
| 1986/87  | Klasa A (grupa suwalska)            | 5       | 30     | 61:46  |                                                                                       |
| 1987/88  | Klasa A (grupa suwalska)            | 8       | 23     | 52:47  |                                                                                       |
| 1988/89  | Klasa A (grupa suwalska)            | 5       | 29     | 51:41  |                                                                                       |
| 1989/90  | Klasa A (grupa suwalska)            | 1       | 36     | 78:23  | awans                                                                                 |
| 1990/91  | Liga okręgowa (grupa suwalska)      | 6       | 26     | 38:35  | reorganizacja ligi                                                                    |
| 1991/92  | Liga okręgowa (grupa suwalska)      | 5       | 32     | 41:29  |                                                                                       |
| 1992/93  | Liga okręgowa (grupa suwalska)      | 4       | 34     | 46:32  |                                                                                       |
| 1993/94  | Liga okręgowa (grupa suwalska)      | 2       | 32     | 58:29  |                                                                                       |
| 1994/95  | Liga okręgowa (grupa suwalska)      | 12      | 19     | 33:51  | fuzja z MKS Orzysz po zakończonym sezonie                                             |
| 1995/96* | Liga okręgowa (grupa suwalska)      | 13      | 9      | 25:81  | *) jako Jurand Orzysz                                                                 |

| Oznaczenie kolorami |
| ------------------- |
| III poziom ligowy   |
| IV poziom ligowy    |
| V poziom ligowy     |

## Wychowankowie
- Paweł Adamiec – napastnik GKS Bełchatów, 12 występów w Ekstraklasie, Motor Lublin, Tur Turek, Lech Rypin.
- Witold Sokołowski – napastnik Motor Lublin, współautor dwóch awansów Motoru Lublin do II ligi – w 1965 roku, oraz w 1968 roku.
- Jerzy Mostowski – napastnik, pomocnik, stoper Stal Stocznia, Zagłębie Lubin, Chemik Police (II liga)
- Arkadiusz Wiereszko – napastnik, wychowanek Warfamy Dobre Miasto, m.in. Zagłębie Sosnowiec, Hutnik W-wa, Polonia W-wa w sezonie 1995/96 (awans do I ligi - 3 bramki), Wisła Kraków w sezonie 1996/97 - 16 występów w Ekstraklasie (4 bramki), Lokomotiv Płowdiw - 13 występów (3 bramki) w bułgarskiej ekstraklasie.